# Старе місто (Рига)
Старе місто (латис. Vecrīga, нім. Altstadt von Riga, також відоме як Стара Рига, Вецрига) — найстаріша частина міста на правому березі річки  Даугави, знаменита своїми соборами й історичними будівлями. Належить до Центрального району Риги.

## Опис
Історична частина міста обмежена  Набережною 11 листопада,  вулицею 13 січня,  бульваром Зігфріда Анни Мейєровіца і  бульваром Аспазія, а також  вулицею Крішьяна Валдемарса.
У 1967 році Старе місто отримало статус території, що охороняється, з 1983 р. — місто-пам'ятник, в 1997 році історичний центр Риги (Старе місто) включений ЮНЕСКО до списку Світової спадщини.
У 80-х роках ХХ століття влада міста за рідкісними винятками заборонили транспортний рух на території Старої Риги.

## Історія
На думку  В. Неймана (1911) заснована 1201 року єпископом Альбертом давня Рига перебувала на перехресті вулиць  Шкюню і  Калькю. Тут розташовувався головний храм Риги ( Собор Петра), орденський замок, резиденція єпископа, можливо, міський торг, тут перетиналися головні вулиці Риги. Поступово місто вбирало у себе прилеглі території — селище  лівів, територію нового ринку, передмістя та до 1300 року формування обнесеної фортечними стінами території Риги завершилося.
У 1936 році Я. Страуберг висунув гіпотезу про існування двох центрів древньої Риги — поселення лівів, можливо укріпленого, у гавані на березі  Рідзіні, в районі вулиць  Марсталь,  Кунг і поселення лівів біля берега  Даугави в районі  Домського собору. Основною, ймовірно, була дорога по лінії сучасних вулиць  Смілшу,  Шкюню і  Марсталь. При єпископі Альберті будівництво велося вже на вільних територіях.
У 1961 році свою роботу про походження Риги опублікував Ф. Бенінгхофен, що знайшов свої аргументи на користь моноцентрістської концепції Неймана.

## Галерея

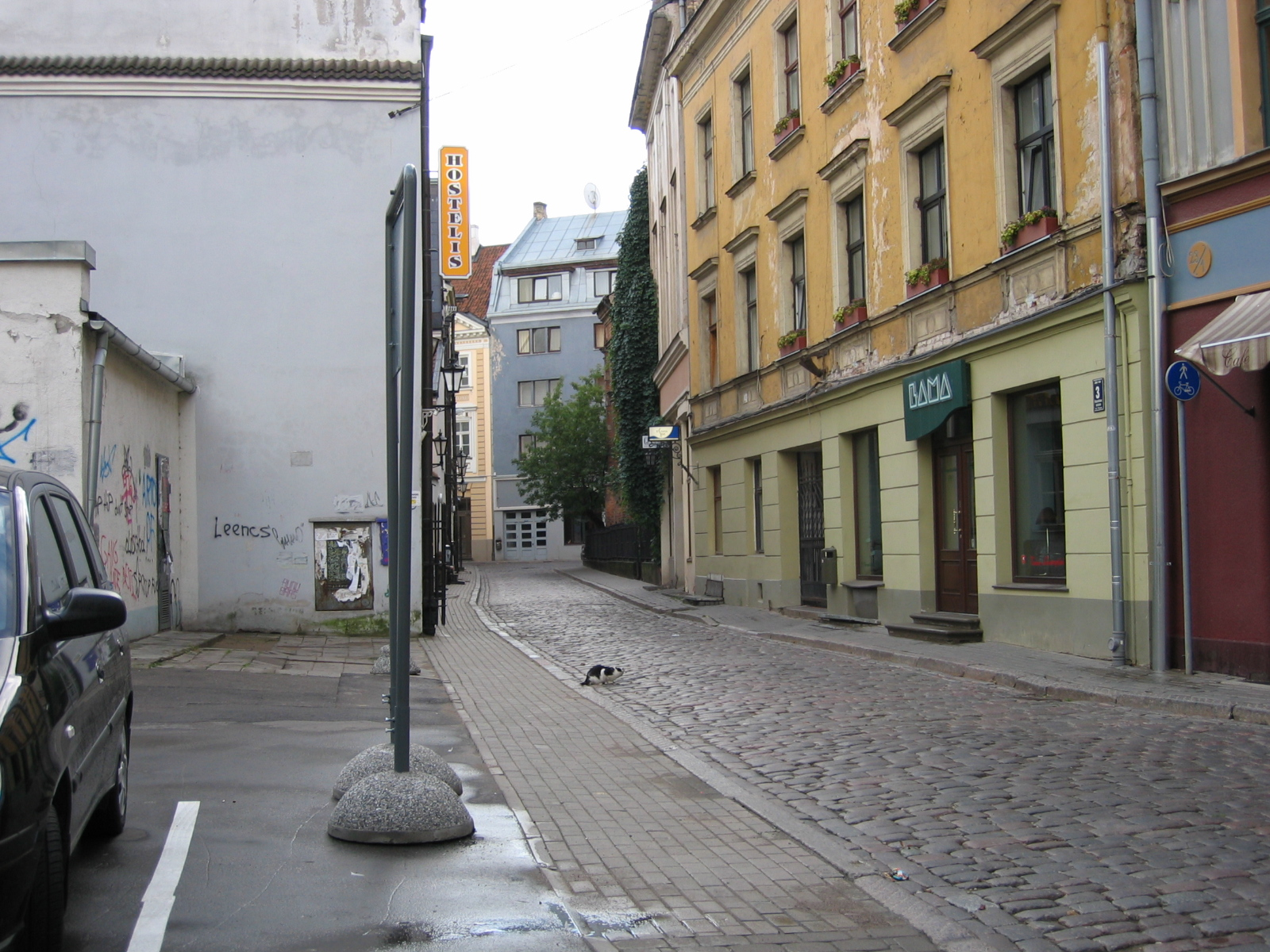
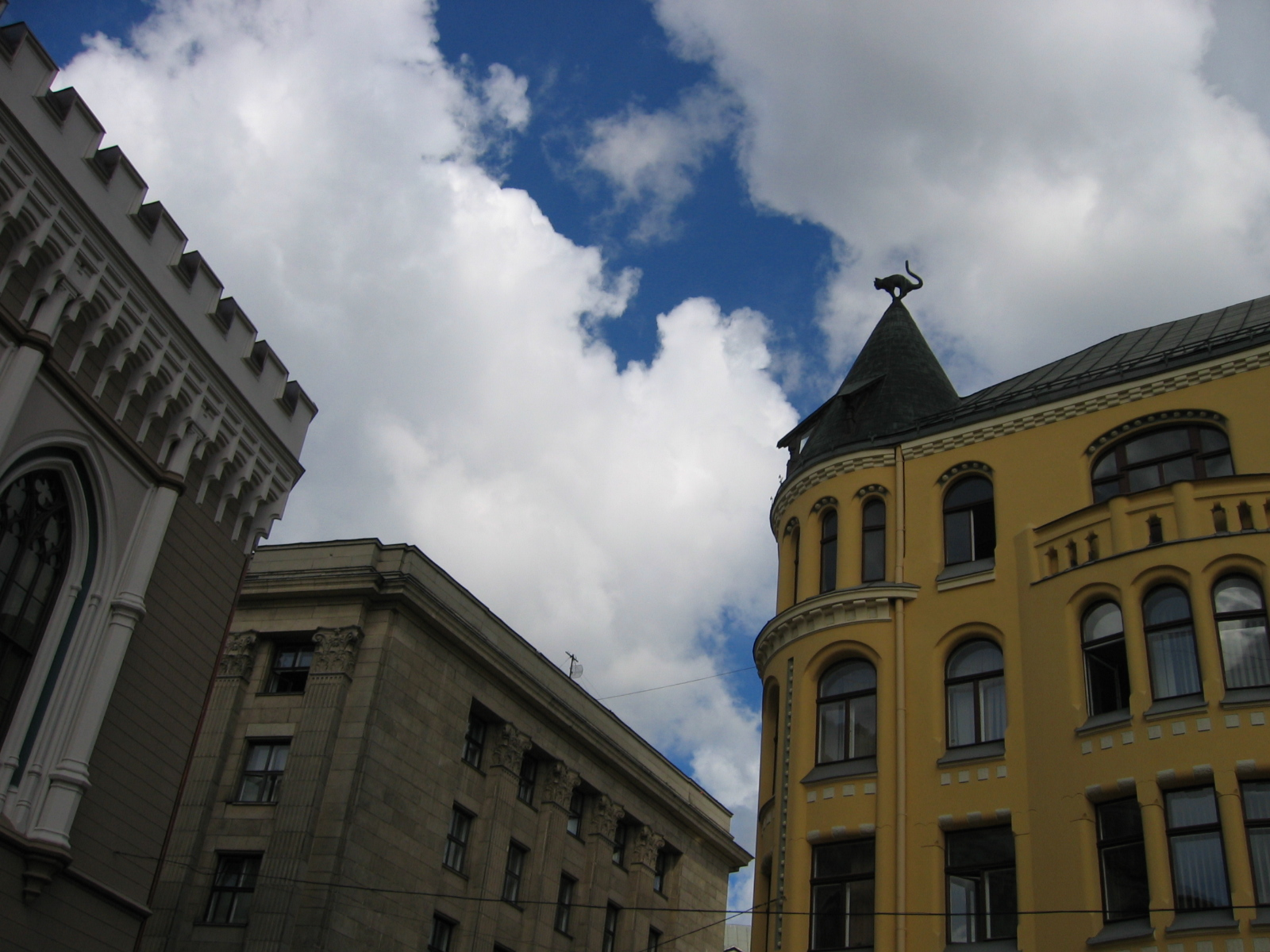
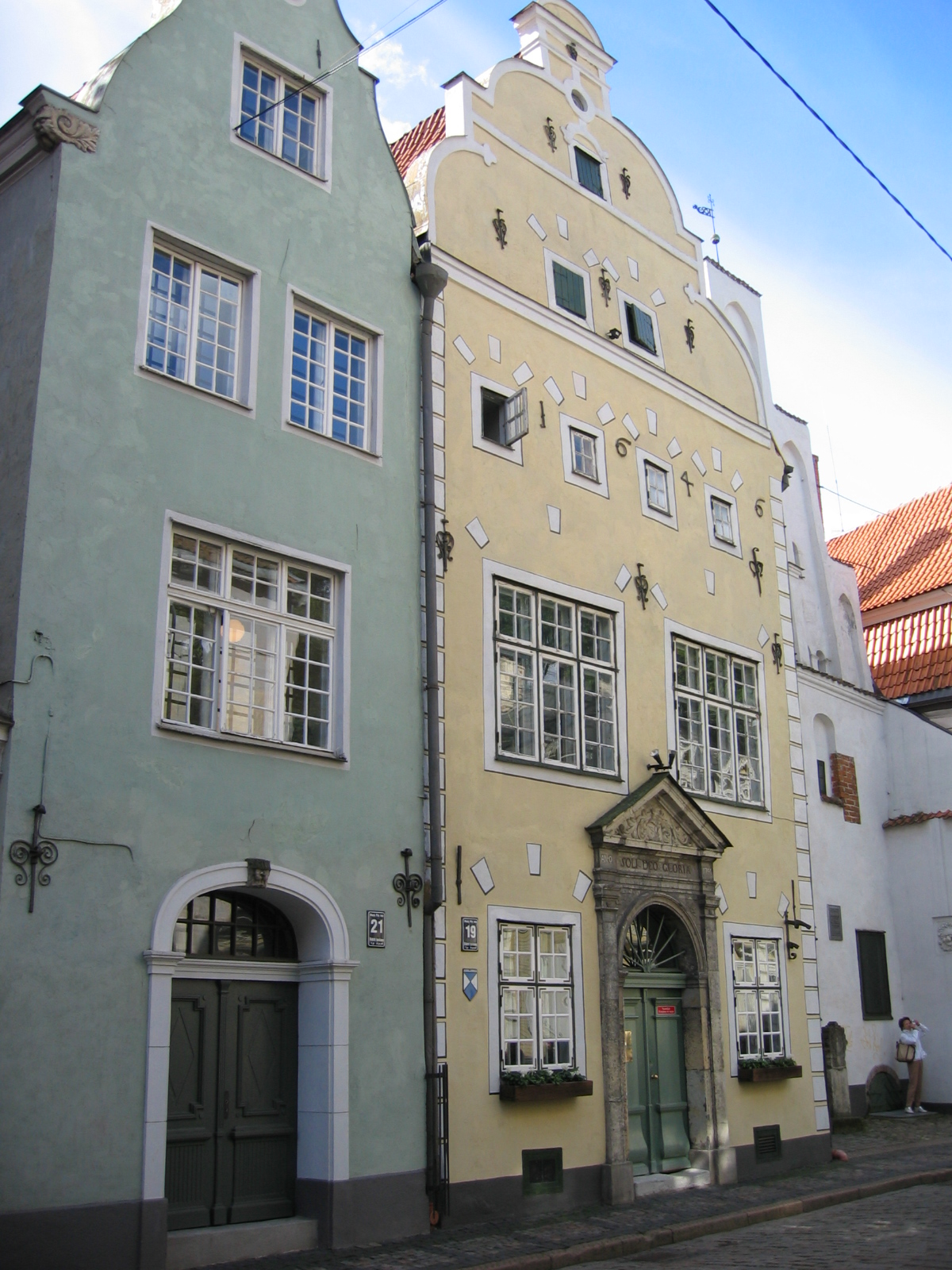
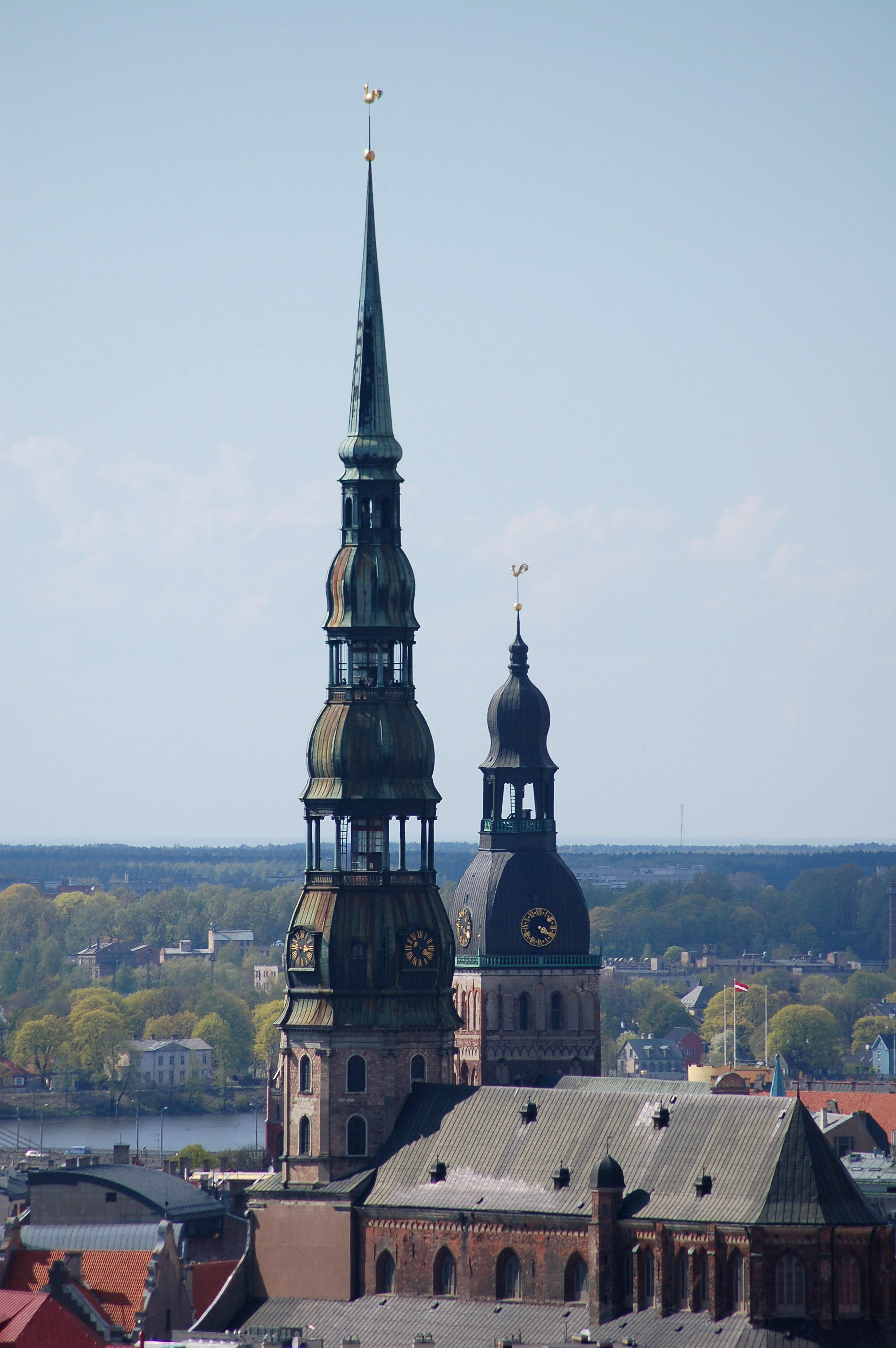
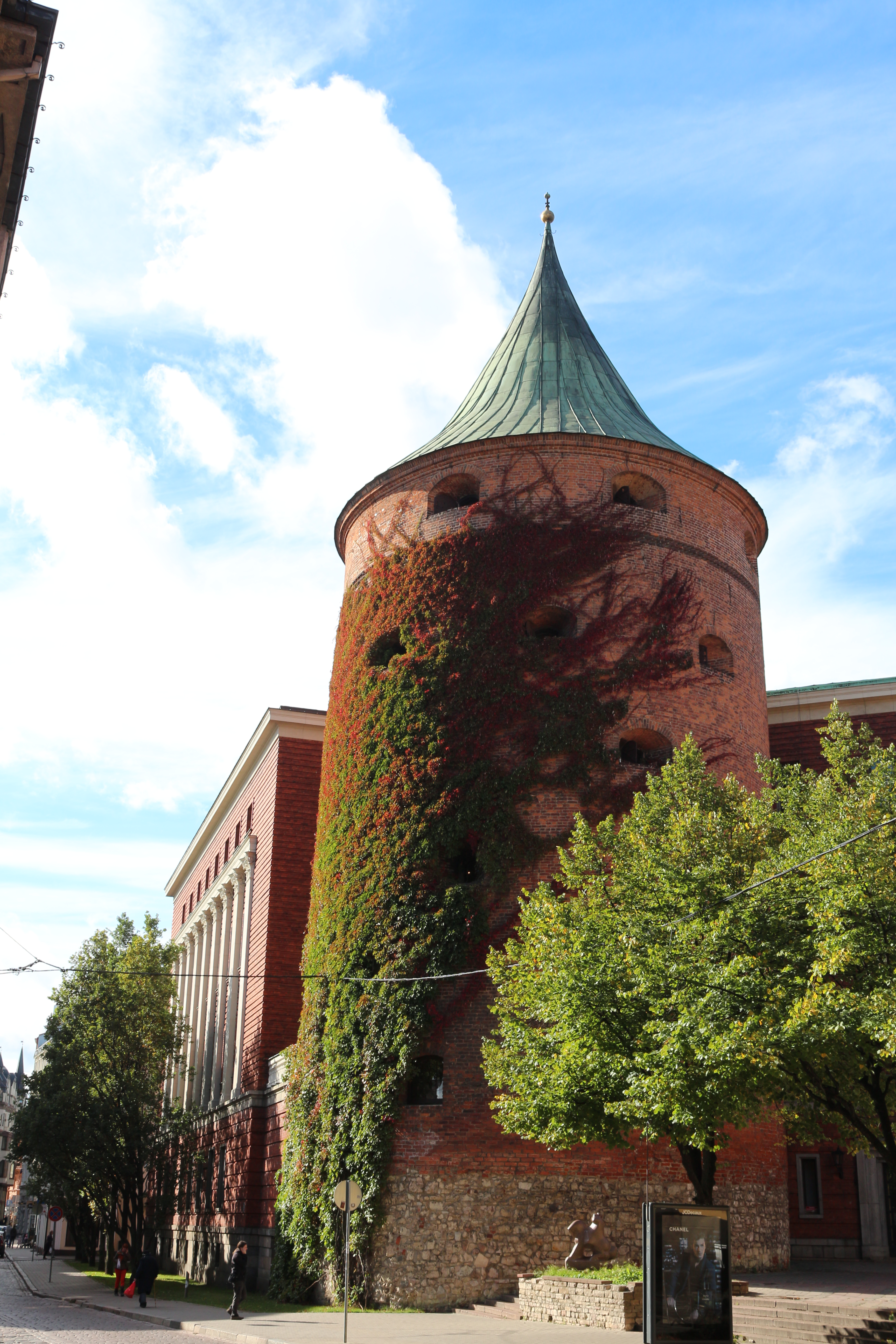
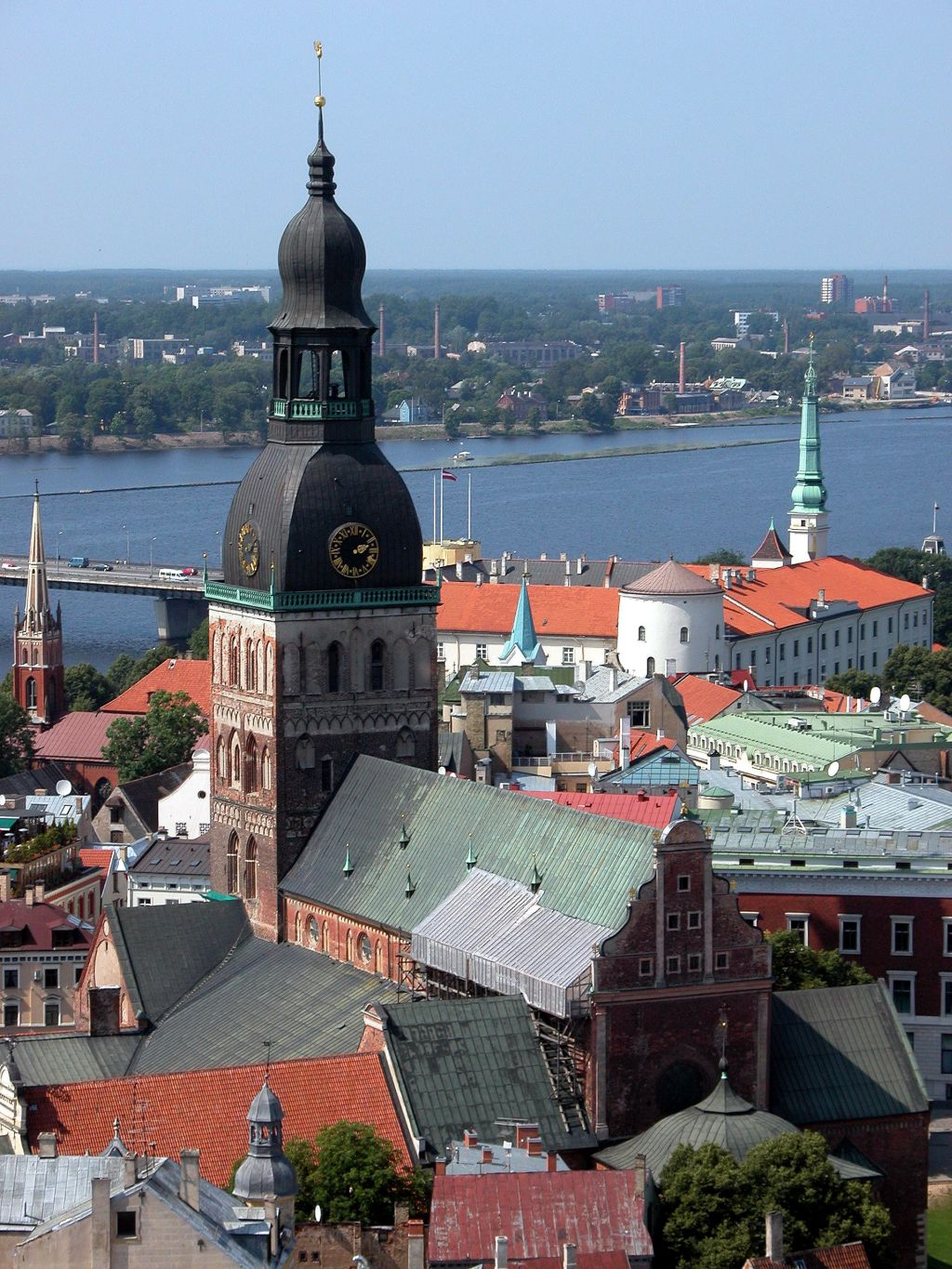

## Культові споруди
- Собор Святого Петра (Рига)
- Домський собор
- Порохова вежа
- Собор Святого Якова
- Церква Святого Іоанна
- Англіканська церква
- Церква Скорботної Богоматері
- Реформатська церква
- Церква Марії Магдалини